# مالایی کداحی
کداح مالای (انگلیسی: Kedah Malay) یا کِداحان یک زبان‌گونه از زبان مالایی است که بیشتر در شمال غرب مالزی استان‌های پرلیس، کداح، پنانگ، شمال پراک و جنوب تایلند در استان‌های ترانگ، ساتون و بخش‌هایی از استان یالا صحبت می‌شود. در گذشته کداح مالای در شمال تا استان پوکت نیز گویشور داشت که بعدها با زبان تایلندی جایگزین شد.